# فرودگاه پونتا پلادا
فرودگاه پونتا پلادا (به انگلیسی: Ponta Pelada Airport) (به زبان بومی: Aeroporto da Ponta Pelada) یک فرودگاه همگانی و نظامی مسافربری با کد یاتا PLL است که یک باند فرود آسفالت دارد و طول باند آن ۲۳۱۸ متر است. این فرودگاه در شهر مانائوس کشور برزیل قرار دارد و در ارتفاع ۸۱ متری از سطح دریا واقع شده است.